# Prati del Sirente
I Prati del Sirente sono un piccolo altopiano, lungo circa 1,5 km,  posto nell'Appennino centrale abruzzese, nella catena del Sirente-Velino, sul versante nord-orientale del Monte Sirente, ad una quota di circa 1.100 m s.l.m., nel territorio del comune di Secinaro, in Abruzzo. Compreso all'interno del parco regionale naturale del Sirente-Velino e della comunità montana Sirentina e raggiunto da una strada provinciale che sale dalla Valle Subequana fino all'Altopiano delle Rocche passando per Secinaro, si tratta di una vasta radura pianeggiante e verdeggiante completamente circondata da una fitta boscaia di faggio, sede del cratere del Sirente, un lago montano d'altura stagionale formatosi a seguito di un impatto meteoritico.